# Douglas parfüméria
A Douglas Parfüméria egy nemzetközi illatszer-lánc, központja Németországban található. A cégcsoport 2400 üzlettel rendelkezik és éves 3,2 milliárd euró forgalmat generál, amivel piacvezető Európában. A Douglas Parfüméria márka üzletei 111 éves múltra tekintenek vissza és 20 éve vannak jelen Magyarországon. Az első Douglas Parfüméria üzlet 2001. 09.28-án nyitott meg Budapesten. Három fő kategóriában találhatóak meg termékek a Douglas Parfüméria boltokban: parfüm, smink és bőrápolás.

## A cég története
A cég több, mint 200 éves múltja John Sharp Douglasszal kezdődött, aki 1821-ben Hamburgban megalapította a Douglas Parfüm és-Szappangyárat. Termékei rövid időn belül meghozták neki a sikert és a modern gyártási folyamatoknak köszönhetően egyre több szappant tudott kitermelni, ezzel egyre több emberhez jutott el az áru, miközben az olcsóbbá vált. Douglas 1847-ben bekövetkezett halála után fiai örökölték a céget. A fiúk egy idő után eladták a céget. Az új tulajdonosok, Gustav Adolph Heinrich Runge és Johan Adolph Kolbe szélesítették a termékkínálatot bőráruval, utazási kellékekkel és divatcikkekkel. Kolbe felesége örökölte a cég ügyvezetői posztját.

## Az első Douglas Parfüméria
Berta Kolbe üzletet kötött a Cartens nővérekkel,(név szerint Marie és Anna Cartens) így 1910-ben nyitotta meg kapuit a Parfümerie Douglas első üzlete Hamburgban. A nővérek életéről nem maradt sok információ, de tény, hogy nekik köszönhető a parfüméria megnyitása. Ezt követően keresztlányaik örökölték a vállalkozást.  

## Parfümtől a nagyvállalatig
Nem telt el 10 év és a hálózat már Németország vezető parfümkereskedésévé vált, miközben 100. parfümériájának megnyitását ünnepelte. A cég kézről kézre járt, figyelme pedig a németországi növekedés mellett hamar a nemzetközi piacok felé fordult. A külföldi terjeszkedés Ausztriában kezdődött, azóta számos országban nyitottak üzletet, így 2001. 09.28-án Magyarországon is megnyílt az első üzlet.

## Terjeszkedési politika
Kezdetben Hollandiában, Franciaországban, Olaszországban és az Egyesült Államokban jelentek meg Douglas Parfüméria üzletek. A berlini fal leomlása után Kelet-Németország, Svájc, Portugália és Spanyolország következett. Az évezred beköszöntével a terjeszkedés nem állt le. Újabb és újabb országokban nyitott a márka üzleteket, emellett pedig 2000-ben saját webshopot tett elérhetővé a márka online.
- 1910-1969 - Németország
- 1970 - Ausztria
- 1980 - Hollandia
- 1981 - Franciaország
- 1982 - Amerikai Egyesült Államok
- 1989 - Olaszország
- 1991 - Svájc
- 1997 - Spanyolország
- 1998 - Portugália
- 2001 - Lengyelország, Magyarország
- 2002 - Monaco
- 2003 - Szlovénia, Oroszország
- 2004 - Csehország, Dánia
- 2005 - Szlovákia
- 2006 - Törökország
- 2007 - Románia, Észtország, Lettország, Litvánia
- 2008 - Horvátország, Bulgária

## Tulajdonosváltás és stratégia átrendezés
2015-ben a Douglas Parfüméria részvénypiaci bevezetését tervezték Németországban, azonban ez meghiúsult, mivel ugyanezen év júniusában a társaság 85 százalékát eladták a CVC Capital Partners nevű pénzügyi befektetőnek, a Kreke családnál továbbra is megmaradt 15 százalékos kisebbségi részesedés. A változtatásoknak ezzel korántsem volt vége. Isabelle Parize vette át a Douglas vezérigazgatói posztját és a központot áthelyezték Hagen-ből Düsseldorfba abból a célból, hogy az összes ügyfélorientált részleg és az online tevékenységek egy helyen koncentrálódjanak. Ugyanebben az évben a vállalat kivonult Törökországból.
2017 már a terjeszkedésről, kisebb parfümériák bekebelezéséről szólt. Júliusában megvásárolta a spanyol Bodybell illatszer-láncot, novemberben pedig a spanyol Perfumerías If, valamint az olasz Limoni és a La Gardenia illatszerláncot is. 2017 novemberében Tina Müller vette át a Douglas csoport vezérigazgatói posztját.

## Üzletek Parfüméria üzletek Magyarországon
A Douglas Parfüméria első üzletét 2001-ben nyitotta meg Budapesten. Jellemző a cégre, hogy forgalmas csomópontokon, vagy sétálóutcákon, illetve hatalmas üzletközpontokban alakít ki üzletet. Magyarországi üzleteinek száma mintegy 23, ebből 10 budapesti és 13 vidéki üzlet. A Douglas Parfüméria irodájának különlegessége, hogy a több mint 130 éves Thonet-házban, a Váci utca szívében kapott helyet, amit amellett, hogy műemléképület Budapest első modern kereskedőházaként tartunk számon. Homlokzatát Zsolnay díszíti.

### Douglas Parfüméria üzletek Budapesten
- Október 23-a utca 8-10. Douglas Parfüméria Allee
- Kerepesi út 9. Douglas Parfüméria Arena Mall
- Örs vezér tere 25. Douglas Parfüméria Árkád
- Nagytétényi út 37-43. Douglas Parfüméria Campona
- Üllői út 201. Douglas Parfüméria Shopmark
- Lövőház utca 2-6. Douglas Parfüméria Mammut
- Alkotás utca 53. Douglas Parfüméria MOM Park
- Szentmihályi út 131. Douglas Parfüméria Pólus Center
- Váci utca 11/a. Douglas Parfüméria Thonet-ház
- Váci út 1-3. Douglas Parfüméria WestEnd City Center

### Douglas Parfüméria üzletek vidéken
- Békéscsaba - Andrássy út 37-43. Csaba Center
- Debrecen - Csapó utca 30. Fórum Debrecen
- Dunakeszi - Nádas utca 6. Auchan Korzó Dunakeszi
- Eger - Törvényház utca 4. Agria Park
- Győr - Budai út 1. Árkád üzletközpont (Győr)
- Kaposvár - Berzsenyi utca 1-3. Kaposvár Pláza
- Kecskemét - Korona utca 2. Malom Központ
- Miskolc - Szentpáli utca 2-6. Miskolc Pláza
- Nyíregyháza - Nagy Imre tér Korzó Bevásárló és Szolgáltató Központ
- Pécs - Bajcsy-Zsilinszky utca 11. Árkád Pécs
- Sopron - Lackner Kristóf utca 35. Sopron pláza
- Szeged - Kölcsey utca 5. és Londoni körút 3. Árkád Szeged
- Székesfehérvár - Palotai út 1. Alba pláza
- Szolnok - Felső Szandai rét 1. Auchan Szolnok
- Szombathely - Körmendi út 52-54 Savaria pláza
- Veszprém - Budapest út 20-28. Balaton pláza

## COVID járvány hatása a Douglas-ra
Míg nemzetközi szinten 600 üzletet bezárni kényszerült a vásárlási szokások megváltozása miatt, úgy Magyarországon további három üzletet nyitott meg a Douglas Parfüméria.

## Márkák
A Douglas Parfüméria kínálata nagyon sok kis és nagy márkát sorakoztat fel, pl.  Estee Lauder, La Mer, Lancome, Shiseido, La Pairie, Rituals. 
Saját termékpalettáját a Douglas „Douglas Collection” néven dobta piacra. 

## A Douglas Parfüméria Magazin
A Douglas márka  újítása egy online interaktív (Archiválva 2021. augusztus 30-i dátummal a Wayback Machine-ben) újság, a Douglas Magazin. 
A tartalmakhoz kapcsolódó videók, akciók, részletes termékleírások mellett megoldásokat kínál a sminkelés kérdéseire, rámutat arra, hogy kell használni helyesen a terméket. A képek nagy része kattintható így egy kattintással a a megfelelő oldalra visz.
Az ezotéria iránt érdeklődők számára illathoroszkópot is tartalmaz, ahol minden márka mellé párosul egy különleges illat, ami kapható a Douglas Parfüméria boltjaiban.

## A Douglas Parfüméria webshopja
A márka színes kínálata online is megvásárolható  a webshopon keresztül, ami nagyon felhasználóbarát és ahol egyben elérhető az összes Dougles Parfüméria termék  árlistája is. A weboldalon gyakrabban van akció, mint magukban az üzletekben.

## Tervezett üzletek
- Szolnok
- Tatabánya

### Fordítás
- Ez a szócikk részben vagy egészben  a   Douglas Holding című angol Wikipédia-szócikk ezen változatának fordításán alapul.  Az eredeti cikk szerkesztőit annak laptörténete sorolja fel. Ez a jelzés csupán a megfogalmazás eredetét és a szerzői jogokat jelzi, nem szolgál a cikkben szereplő információk forrásmegjelöléseként.

## Külső hivatkozások
- A cég honlapja